# Святий Павло (лінійний корабель, 1784)
«Святи́й Павло́» (рос. Святой Павел) — трищогловий 66-гарматний лінійний корабель Чорноморського флоту Російської імперії. Один з 5 кораблів типу «Слава Катерини», що збудовані на корабельні Херсонського Адміралтейства.

## Будівництво і озброєння
Корабель закладений 7 (18) липня 1780 року на корабельні в місті Херсон. За кресленнями А. С. Катасанова будівництво вів корабельних справ майстер С. І. Афанасьєв.
12 (23) грудня 1784 року корабель був спущений на воду.
На озброєнні корабель мав 30-, 12-, 8- або 6-фунтові гармати (загальна кількість сягала від 66 до 72) й чотири єдинороги.
Екіпаж корабля становив 476 осіб, проте в разі бойових дій міг бути збільшений до 688 осіб.

## Бойовий шлях
У 1785 році корабель здійснив перехід з Херсона до Севастополя.
У 1786 році «Святий Павло» у складі ескадри виходив на практичні плавання у Чорне море.
У 1787 році від 22 травня брав участь в огляді флоту на Севастопольському рейді, по закінченні огляду до 12 серпня перебував у практичному плаванні.

### Російсько-турецька війна (1787—1792)
31 серпня 1787 року «Святий Павло» у складі ескадри контр-адмірала М. І. Войновича вийшов із Севастополя в напрямку Варни для пошуку турецьких суден.
У вересні поблизу мису Каліакрія потрапив у сильний 5-денний шторм, внаслідок якого корабель втратив грот- та бізань-щогли. На одній фок-щоглі 22 вересня корабель повернувся до Севастополя.
18 червня 1788 року у складі ескадри М. Войновича вийшов із Севастополя в напрямку Очакова для пошуку ворожого флоту. 3 липня брав участь в бою біля острова Фідонісі, після неї переслідував турецькі кораблі. 19 липня ескадра повернулась до Севастополя. Потому в серпні та листопаді 1788 року корабель виходив у море, щоразу потрапляючи в шторм.
З вересня по листопад 1789 року як флагманський корабель ескадри Ф. Ушакова крейсував поблизу острова Тендра та гирла Дунаю.
З липня по вересень 1790 року в складі ескадри виходив у Чорне море на пошук ворожих суден.
8 липня «Святий Павло» брав участь в Керченському бою, а 28 серпня — в бою поблизу мису Тендра. У жовтні-листопаді прикривав прохід російських гребних суден з Дніпра до Дунаю.
10 липня 1791 року в складі ескадри Ф. Ушакова вийшов із Севастополя на пошук ворожих кораблів. З 12 по 15 липня переслідував турецькі судна, яким, через шторм, вдалось уникнути бою. 31 липня «Святий Павло» брав участь в бою біля мису Каліакрія, а 20 серпня повернувся до Севастополя.
Після 1794 року корабель було розібрано, оскільки на той час був збудований новий лінійний корабель «Святий Павло».

## Командири корабля
| Період командування | Військове звання | Командир корабля |
| ------------------- | ---------------- | ---------------- |
| 1784–1788           | капітан I рангу  | Ф. Ушаков        |
| 1789–1791           | капітан I рангу  | К. А. Шапілов    |